# فایل سرآیند
یک فایل هدر یا سرایند (به انگلیسی: header) عموماً معرفی مستقیم کلاس‌ها، توابع، متغیرها و دیگر معین‌کننده‌ها را در بر می‌گیرد. برنامه‌نویسانی که می‌خواهند معین‌کننده‌های استاندارد شده را در بیش از یک فایل منبع معرفی کنند، می‌توانند چنین معین‌کننده‌هایی را در یک فابل هدر قرار دهند. کتابخانه استاندارد سی و سی++ عموماً توابع استاندارد خود را در فایل هدر معرفی می‌کنند.
مثلاً یک تابع تعریف شده به این شکل در یک فایل منبع: 
```
{

int
(
a
,
b
)

	
return
 
0
;

}

```

می‌تواند معرفی شده و در یک فایل منبع دیگر به این ترتیب مورد ارجاع قرار گیرد: 
```
int
 
add
(
int
,
 
int
);

int
 
triple
(
int
 
x
){

	
return
 
add
(
x
,
 
add
(
x
,
 
x
));

}

```